# Aufidus kolleri
Aufidus kolleri är en insektsart som först beskrevs av Victor Lallemand 1912.  Aufidus kolleri ingår i släktet Aufidus och familjen spottstritar. Inga underarter finns listade i Catalogue of Life.